# Dana Davis
Dana Davis (ur. 4 października 1978 w Davenport) – amerykańska aktorka i skrzypaczka.

## Filmografia

### Filmy
- 2002 No Prom for Cindy jako Kris
- 2004 Szansa na sukces jako Denise Gilmore
- 2005 Trener jako Peyton
- 2008 Bal maturalny jako Lisa Hines
- 2009 Relative Stranger jako Denise
- 2010 Nick of Time jako Stephanie[potrzebny przypis]

### Seriale telewizyjne (gościnnie)
- 2002 CSI: Kryminalne zagadki Miami jako Julia Hill
- 2005 Chirurdzy jako Gretchen
- 2005 Zabójcze umysły jako Andrea Harris
- 2005 Kości jako Michelle Welton
- 2006 Tajemnice Palm Springs jako Michelle Meadows[potrzebny przypis]
- 2009–2010 Zakochana złośnica jako Chastity Church
- 2011 Anatomia prawdy jako Dora Mason[potrzebny przypis]